# Fragment d'unió a l'antigen
El fragment d'unió a l'antigen (Fab, de l'anglès antigen-binding fragment) és una regió d'un anticòs que s'uneix als antígens. Està format per un domini constant i un de variable per cadascuna de les cadenes pesades i lleugeres. El domini variable conté el paràtop (el lloc d'unió a l'antigen), que comprèn un conjunt de regions determinants de la complementarietat, a l'extrem amino-terminal del monòmer. A cada braç de la Y s'uneix un epítop a l'antigen.